# تيد ميلورس
تيد ميلورس (بالإنجليزية: Ted Mellors)‏ كان متسابق دراجات نارية إنجليزي فاز بكأس جزيرة مان السياحية. حيث نافس منذ سنة 1928 ولمدة 12 سنة.

## البطولات
- كأس جزيرة مان السياحية 1939